# Gary DeVore
Gary Martin DeVore (Los Ángeles, 17 de septiembre de 1941-Palmdale, 28 de junio de 1997) fue un guionista estadounidense, conocido por sus ingeniosas películas de acción y por las misteriosas circunstancias de su muerte en 1997.

## Primeros años de carrera
Comenzó su carrera como escritor a fines de la década de 1960 en programas como The Newlywed Game de Chuck Barris y The Steve Allen Show.

## Vida personal, muerte y secuelas
Estuvo casado con la cantante Maria Cole (1969-1978) y las actrices Sandie Newton (1981-1985), Claudia Christian (1988-1992) y Wendy Oates (1996-1997). Trabajó brevemente como vicepresidente de producción en De Laurentiis Entertainment Group (DEG), antes de regresar a trabajar en películas con un acuerdo de tres películas en DEG.
Desapareció en junio de 1997, mientras conducía de noche desde Santa Fe (Nuevo México) a Santa Bárbara (California), lo que provocó una extensa búsqueda y especulaciones de los medios. Estaba trabajando en su oficina en Santa Fe tratando de terminar un guion. Se había quejado recientemente de bloqueo del escritor, por lo que decidió cambiar de entorno. Cuando finalmente terminó el guion, decidió conducir a casa atravesando el desierto de Mojave. Su esposa Wendy lo estaba esperando en su casa frente a la playa en Carpintería (California). Al no tener noticias de él, decidió llamar alrededor de la 1 a. m. (más tarde se descubrió que la llamada no había sido registrada por la compañía telefónica). Él respondió, pero no fue muy específico sobre su ubicación. Esta fue la última vez que Wendy habló con él.
DeVore y su Ford Explorer fueron descubiertos un año después sumergidos debajo de un puente sobre el acueducto de Palmdale (California). Después de que la policía recuperó el vehículo del agua, se encontró que su computadora portátil que contenía el guion (titulado The Big Steal) había desaparecido, al igual que su arma. A DeVore le faltaban las manos; se encontraron huesos de manos cerca, pero no se pudieron identificar de manera concluyente como los de DeVore. El lugar del descubrimiento de su vehículo fue considerado sospechoso, ya que el acueducto fue registrado poco después de que se reportara su desaparición y no se descubrió nada inusual. La policía concluyó que para que estrellara su vehículo en ese lugar, tendría que haber conducido 3 mi (4,8 km) en sentido contrario al tráfico sin ser visto. Esto habría sido doblemente difícil porque las luces del vehículo no estaban encendidas. La muerte de DeVore no ha sido resuelta hasta la fecha.

### Créditos como guionista
- Los perros de la guerra (1980)
- Dos hacia California (1981)
- Running Scared (con Jimmy Huston) (1986) [1]
- Raw Deal (1986) [1]
- Traxx (1988, también productor)
- CBS Summer Playhouse: «The Heat» (1988)
- Showdown in Little Tokyo (1991)
- Passenger 57 (sin acreditar) (1992)
- Pentathlon (1994)